# Anti’christ
Anti’christ ist ein Album der deutschen Band Das Ich und erschien 2002 über das Label Massacre Records.

## Titelliste
1. Engel – 4:14
2. Keimzeit – 4:57
3. Grund der Seele – 4:57
4. Vater – 6:03
5. Krieg im Paradies – 5:34
6. Tor zur Hölle – 4:25
7. Garten Eden – 6:46
8. Das Dunkle Land – 5:47
9. Sodom und Gomorra – 5:24
10. Der achte Tag – 17:06

## Inhalt
Die Texte drehen sich nun wieder mehr um religiöse Themen, die äußerst provokativ und oftmals aus Blasphemie bestehend, gestaltet sind. Das Lied Engel handelt von der Unterwerfung der Menschheit durch die Engel, in Keimzeit schreit der Protagonist, dass Gott ihn endlich in Ruhe und zu Erde metamorphieren lassen soll und bei Krieg im Paradies wird von dem biblischen Drachen, der den Teufel symbolisieren soll, das Paradies erobert und die gesamte Gottesherrschaft besiegt. Sodom und Gomorra handelt von der Person Gottes selbst, dieser wird dort als absolutistischer Herrscher dargestellt, der die Menschheit leiden lässt.

## Aufmachung
Das Cover des Albums stellt diesmal eine in gelbem Farbton gehaltene Fotocollage dar. Erstmals wurde bei diesem Album das neue Logo verwendet, welches nicht mehr den ursprünglichen ausgiebig verzierten Fraktur-Schriftzug beinhaltet, sondern eine vereinfachte Darstellung, wo das h in einem invertiertes Kreuz endet. Die Texte im Booklet sind in Fraktur gedruckt, im Vergleich zu dem Album Die Propheten hingegen fand diesmal eine 1:1-Übertragung in die Antiqua mit nur dem runden s statt.

## Rezensionen
Das Musikmagazin Orkus stellte das Album bei seinem Erscheinen in die Rubrik „Platte des Monats“. Redakteur Arnulf Woock bezeichnete als das Album, welches „neben [dem Album] Staub das bisher schlüssigste, ausgereifteste und kompakteste Werk der Band darstellt. Spannungsgeladen, hochemotional und musikalisch wie textlich sehr bewegend kommt Anti'christ daher und legt damit ein weiteres Mal ein Zeugnis dafür ab, welche wunderbare Symbiose Stefan Ackermann und Bruno Kramm über die Jahre entwickelt haben“. Zur textlichen Konzeption meinte er, dass man Das Ich nun höchstens noch mit Einstürzende Neubauten vergleichen könne.
Das Magazin Zillo gab an, dass sich auf dem Album „Aggression […] auf subtile Weise mit Pathos gepaart“ wird und hinter „den oft rabiaten Industrialsounds […] sich ausgezeichnete Lyrics [verbergen]“.

## Sonstiges
Das Lied Garten Eden findet sich auch auf der Glut-Version des Albums Lava wieder, wo man auf der beigelegten DVD eine Live-Aufzeichnung davon vom M’era Luna Festival des Jahres 2002 sehen kann.